# Мадсен (група)
Мадсен — це інді-рок-група з міста Кленце, Німеччина. Три з п'яти засновників групи є братами, тому їхнє прізвище стало одночасно і назвою групи: Мадсен. Їхня музика складається з елементів року, панку і поп-музики. Себастіан Мадсен пише тексти німецькою мовою.

## Розвиток
Брати Мадсен почали грати ще у ранньому віці. Вперше вони виступили у середині 1990-х під назвою «Ganz Klar!»(«Все ясно!»), а наприкінці 1990-х заснували одночасно дві групи — Alice's Gun і Hoerstuatz.
Бажаючи розвивати як свою музику, так і тексти, у 2004 група взяла назву Мадсен. Завдяки демо-записами, які музиканти надсилали фірмам звукозапису, на них звернула увагу Universal Music і наприкінці 2004 гурт підписав відповідний контракт. У січні з'явився перший сингл Die Perfektion (Досконалість), а у травні 2005 — перший альбом Мадсен.
У червні 2006 Мадсен грали на третьому дні фестивалю Nova Rock (Нова Рок), на якому виступали також Metallica, Motörhead, Placebo, Apocalyptica і Guns N’ Roses.
У серпні 2006 року було випущено другий альбом Goodbye Logik (Прощавай логіка), з яким Мадсен вперше потрапили до Топ 10. З вересня 2006 до квітня 2007 вони були у однойменному турі. Влітку 2007 року група грала на багатьох невеликих фестивалях.
Після літніх фестивалів, восени 2007, Мадсен розпочали у Бохумі запис свого третього студійного альбому. Він був випущений 7 Березня 2008 року і під назвою Frieden im Krieg (Мир під час війни).
Четвертий студійний альбом Labyrinth (Лабіринт) з'явився 23 квітня 2010 року і повинен був супроводжуватись травневим туром. Після падіння співака Себастіана Мадсена з 5-метрової висоти при зйомках кліпу до нового синглу тур було перенесено на зиму.
На фестивалі Area4 2011 група оголосила про початок роботи на новим студійним альбомом.

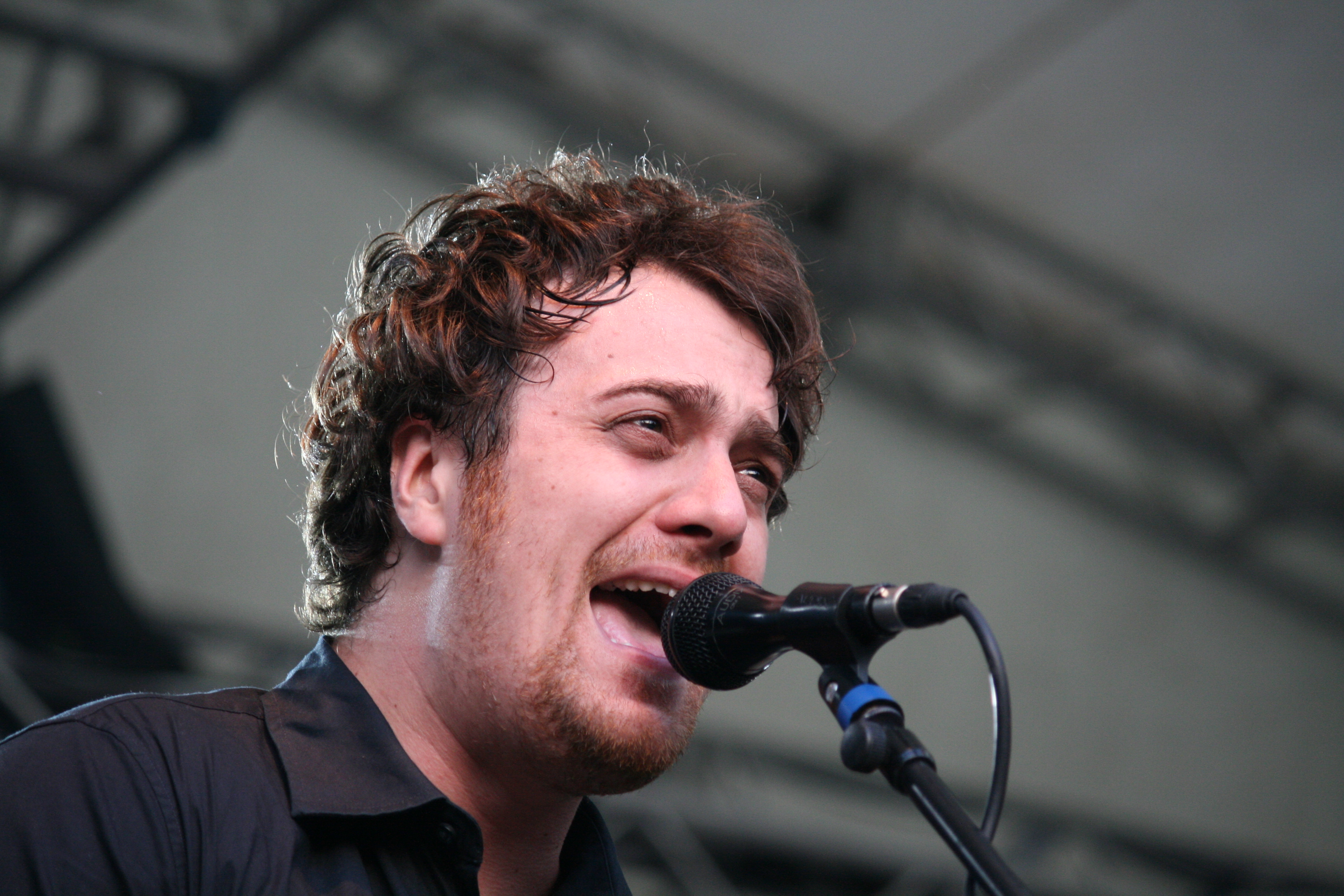
Джон Медсен
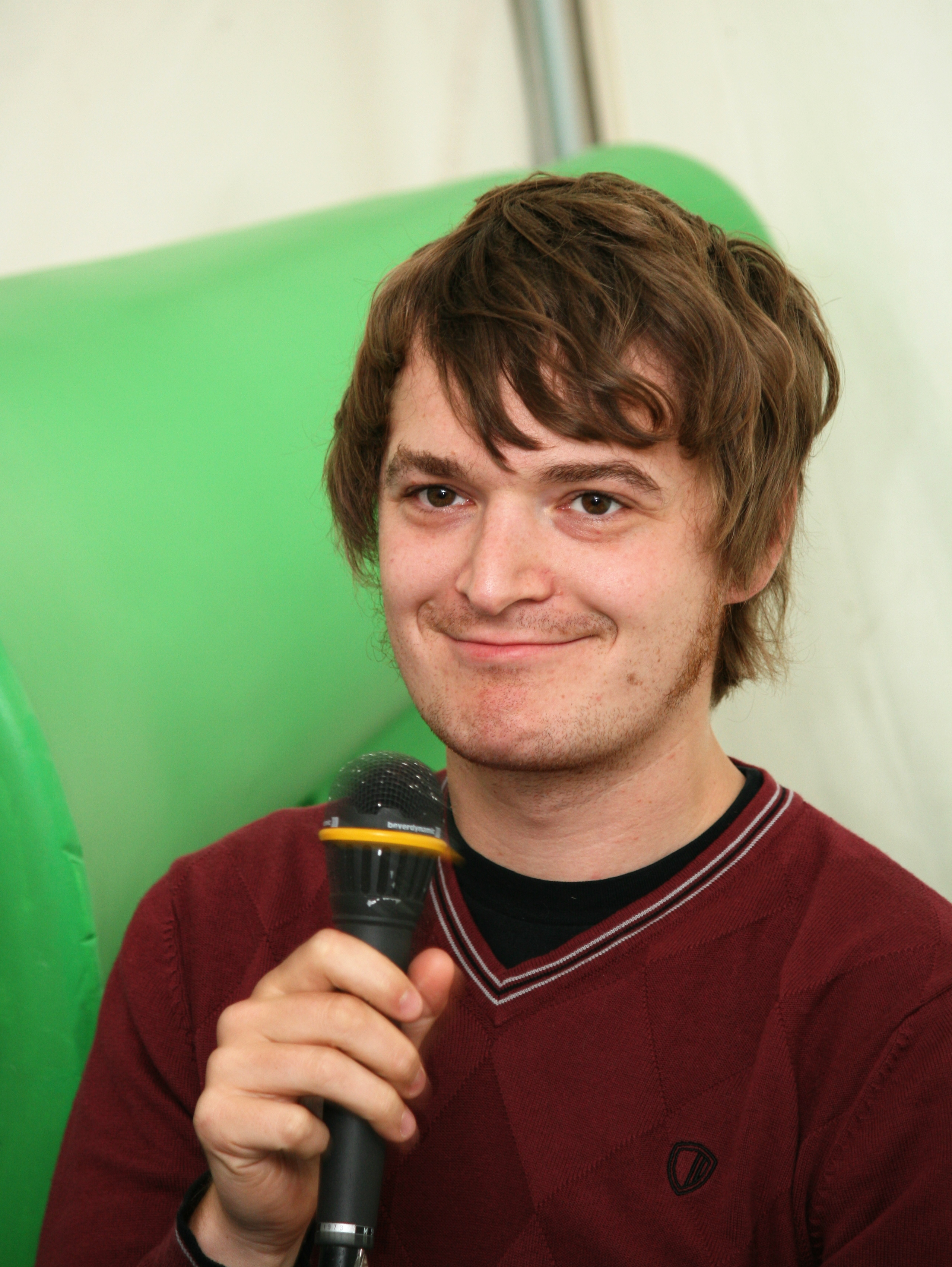
Себастьян Медсен
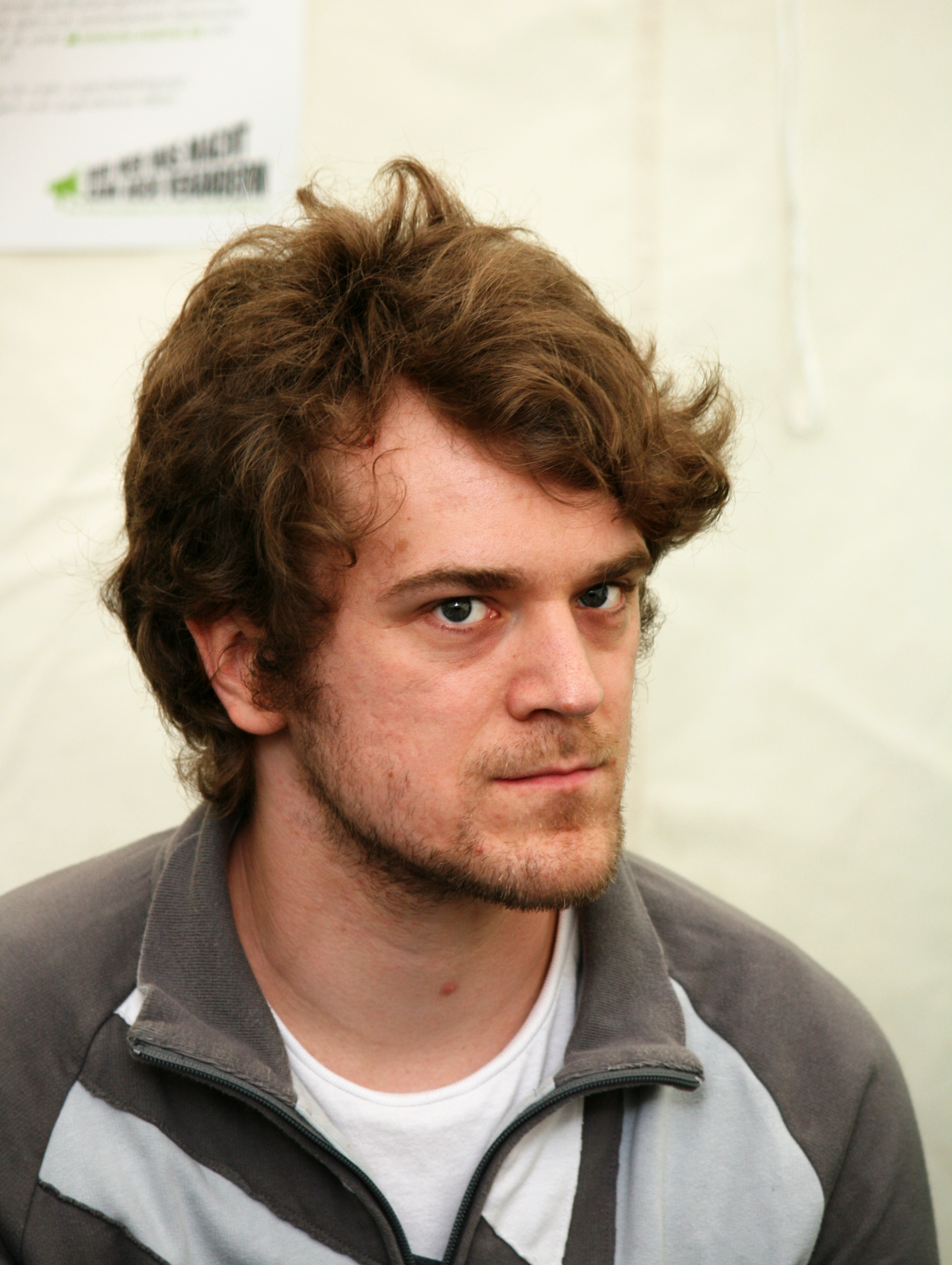
Саша Медсен
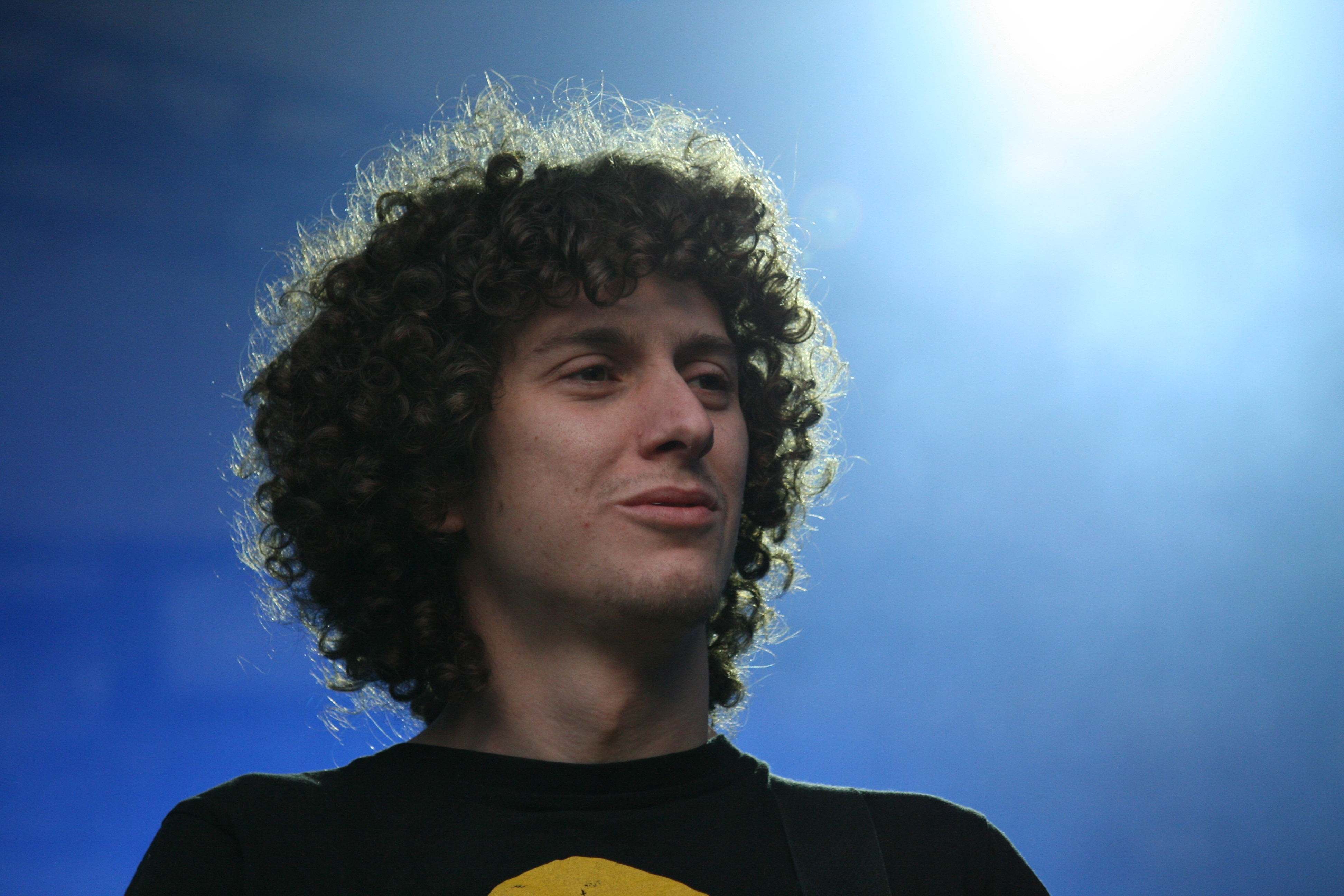
Ніко Маурер
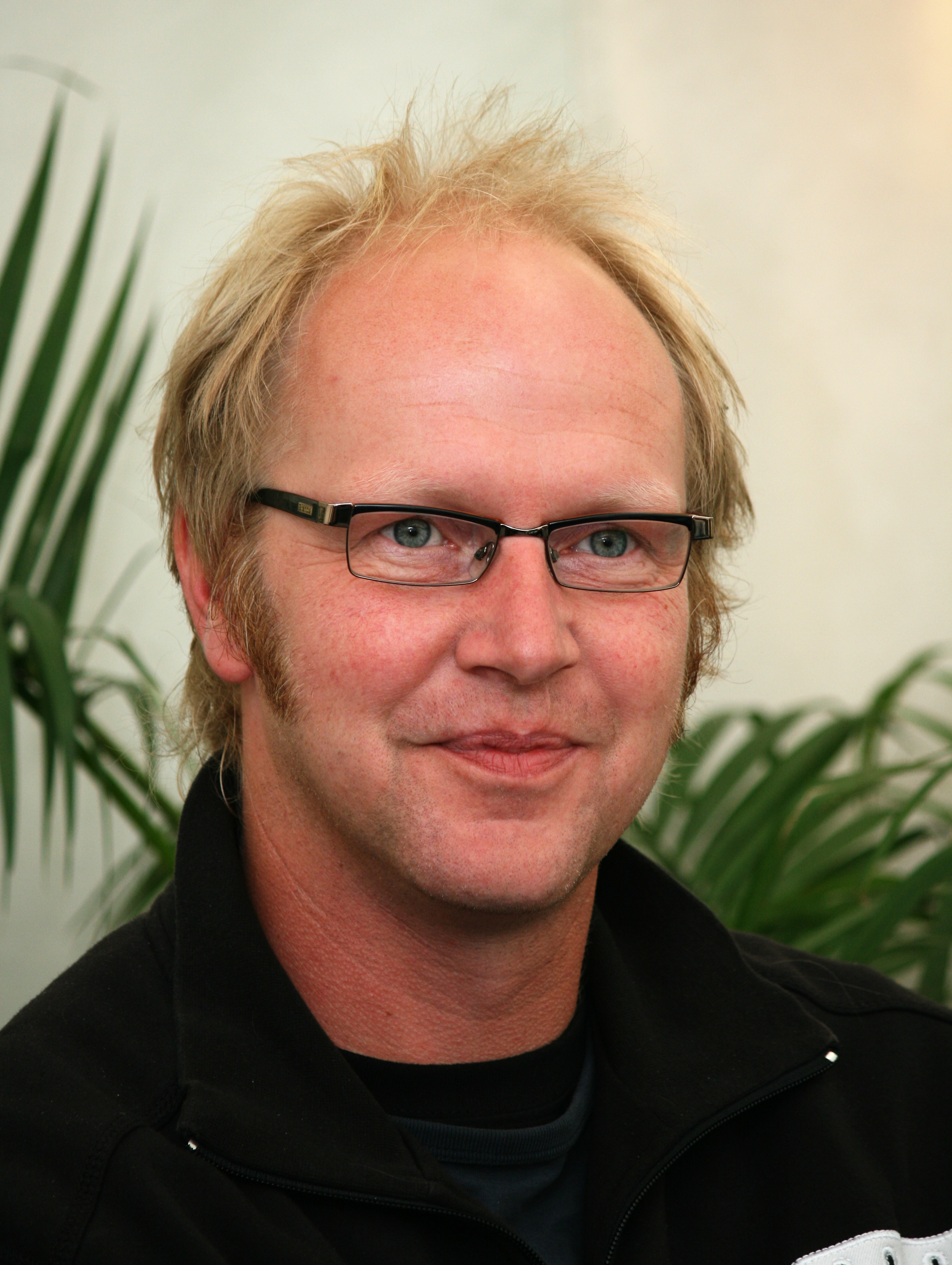
Folkert Янке

## Дискографія

### Альбоми
- Madsen (Мадсен) (30 травня 2005 року)
- Goodbye Logik (Прощавай логіка) (11 серпня 2006)
- Frieden im Krieg (Мир під час війни) (7 березня 2008)
- Labyrinth (Лабіринт) (23 квітня 2010)